# Elmenhorst (Lauenburg)
Elmenhorst (Lauenburg) este o comună din landul Schleswig-Holstein, Germania.